# Княжество Самос
Княжество Самос (на гръцки: Ηγεμονία της Σάμου) е васална държава на Османската империя просъществувала от 1832 до 1912 г. Ползвала се със защитата на трите велики сили взели решението за създаването на кралство Гърция.
Константинополският договор оставя Самос и Крит извън границите на Гърция. Територията на княжеството включва едноименния остров Самос. 
В хода на т.нар. гръцко освободително въстание, жителите на остров Самос прогонват османците. Първи княз на Самос е българинът Стефан Богориди, който прекръщава Вати, главния град на острова на свое име – Стефануполис (на гръцки Στεφανούπολις). Трибута към Цариград на острова възлизал на 300 000 пиастра.
Княжеството било управлявано от княза, който бил подпомаган от четиричленен сенат състоящ се от общо осем изборни представители на четирите района на острова: Вати, Хора, Марафокампос и Неон-Карловаси. Законодателният орган включвал палата от 36/26 депутати под председателството на митрополита.
Към 1894 г. населението на княжеството възлизало на 48 666 души (почти изцяло гърци /през 1900 г. – 54 830 жители/, от които 13 500 живеели постоянно на малоазийския бряг.
Княжество Самос няма армия, а само жандармерия. Основа на икономиката е винопроизводството. Княжеството има търговски флот състоящ се от 742 кораба с вместимост 7813 тона.
По силата на клауза от Букурещкия договор, княжество Самос става част от кралство Гърция.
- Встъпването в длъжност на Стефан Музурус като принц на Самос, юли 1896 г.
- Личният щандарт на княза на Самос.